# Erasmus Braun

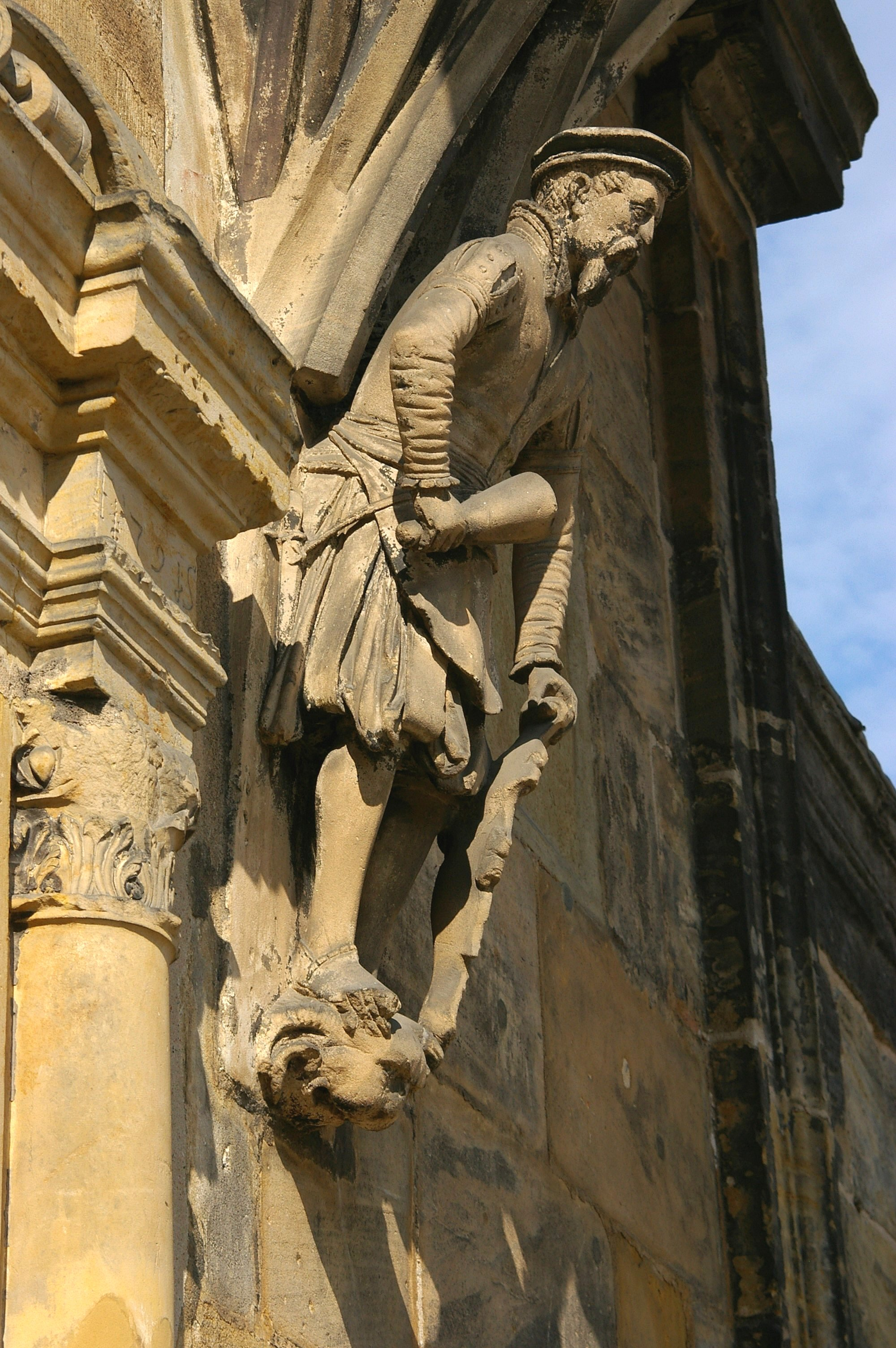
Bamberg, Alte Hofhaltung, Figur am Erkerfuß – vermutlich Erasmus Braun

Erasmus Braun (* um 1540; † 25. Februar 1606) war ein deutscher Bildhauer. Er war Bamberger und Bayreuther Hofbildhauer.

## Leben
Erstmals 1568 im Dienst des Erzbischofs von Bamberg mit Umbauarbeiten in der Alten Hofhaltung nachweisbar, errichtete er 1570 nach Plänen von Caspar Vischer den Renaissance-Giebelbau, die Neue Kanzlei und den Treppenturm mit Schneckenstiege. In Bamberg arbeitete er auch am Schloss Geyerswörth, hier nach Plänen Wolfgang Beringers. Er gilt als Meister des Langheimer Hofes (1575) und der Hofapotheke (1577/1578). Nach dem Tode von Jacob Malik in Forchheim wurde er vom Hochstift Bamberg mit dem Bau von zwei Bastionen der Festung Forchheim betraut. Er selbst verewigte sich am Fuß des Erkers des von ihm errichteten Teiles der Alten Hofhaltung.
Er starb mit 66 Jahren und wurde bestattet auf dem Johannisfriedhof in Nürnberg (Grab Nr. 1862), das Epitaph ist nicht mehr erhalten. 
1606 heiratete er Margaretha Weiß († 23. Oktober 1617); ihr Epitaph befindet sich in der Pfarrkirche in Walsdorf.